# Pentax

Pentaxs logotyp.

Pentax är ett japanskt kameravarumärke ägt av Ricoh. Företaget grundades i Tokyo 1919 som Asahi Optical Joint Stock Co av Kuma Kajiwara och började med att tillverka glasögonglas. År 1938 bytte företaget namn till Asahi Optical Company Limited och 2004 till Pentax Corporation. År 2008 köptes Pentax av Hoya, som 2011 sålde varumärket vidare till Ricoh, där det ingår som Pentax Ricoh Imaging Company, Ltd..
Pentax är världens största tillverkare av bland annat glasögonglas och objektivglas.
Pentax tillverkar kameror, fotoutrustning, objektiv, kikare, slipade glas för glasögon och objektivglas, övervakningskameror (CCTV), medicinsk utrustning (bland annat för endoskopi), medicinsk keramik och lantmäteriutrustning. 1929 började man att tillverka objektiv, 1948 började man tillverka kikare under varumärket "Jupiter" och 1952 tillverkade Pentax sin första kamera. Under andra världskriget tillverkade företaget optiska instrument och objektiv till Japans krigsmakt.

## Kameror i urval

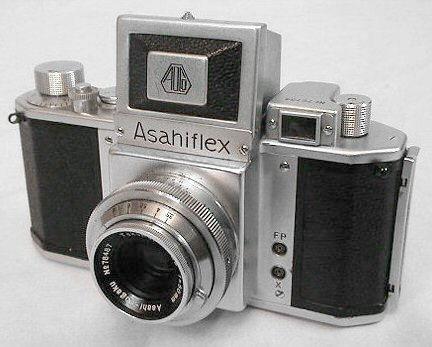
Asahiflex II B

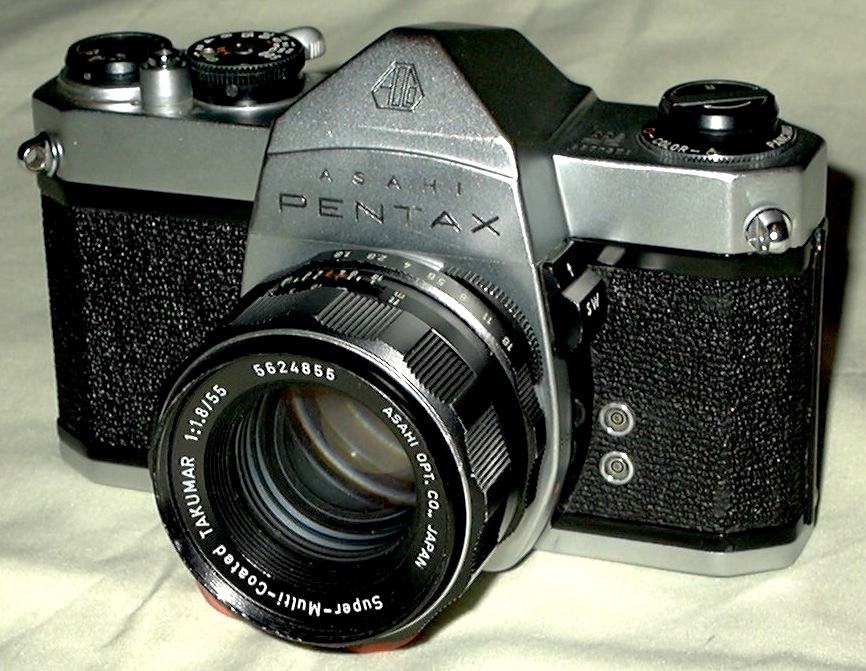
Pentax Spotmatic

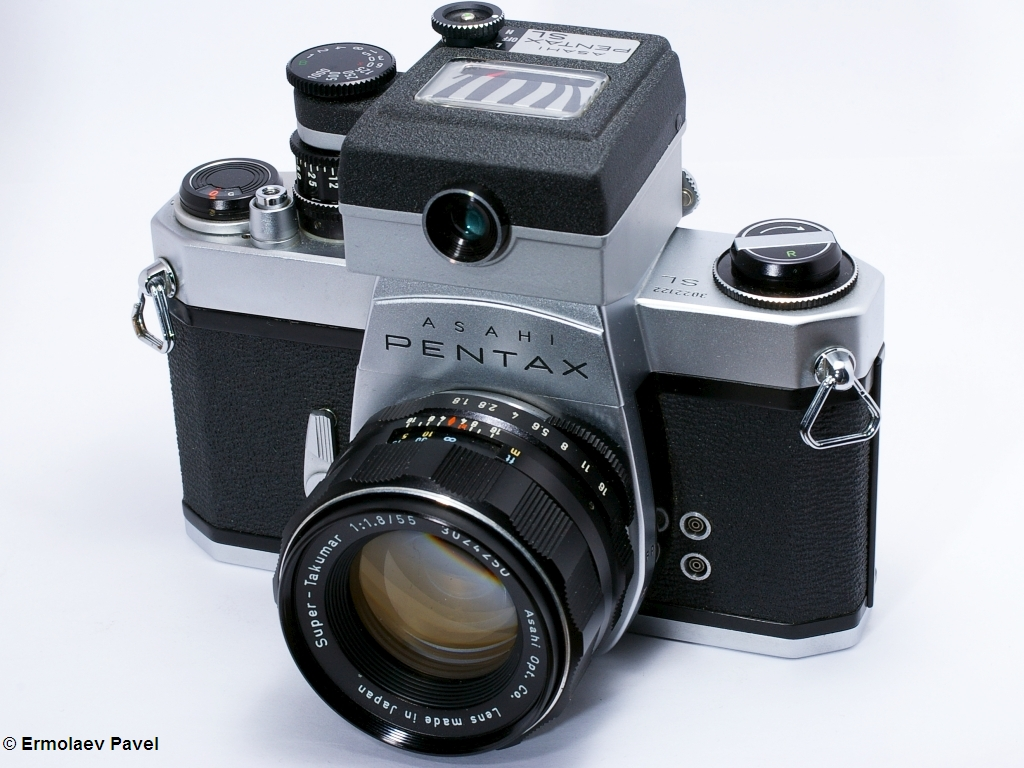
Pentax SL

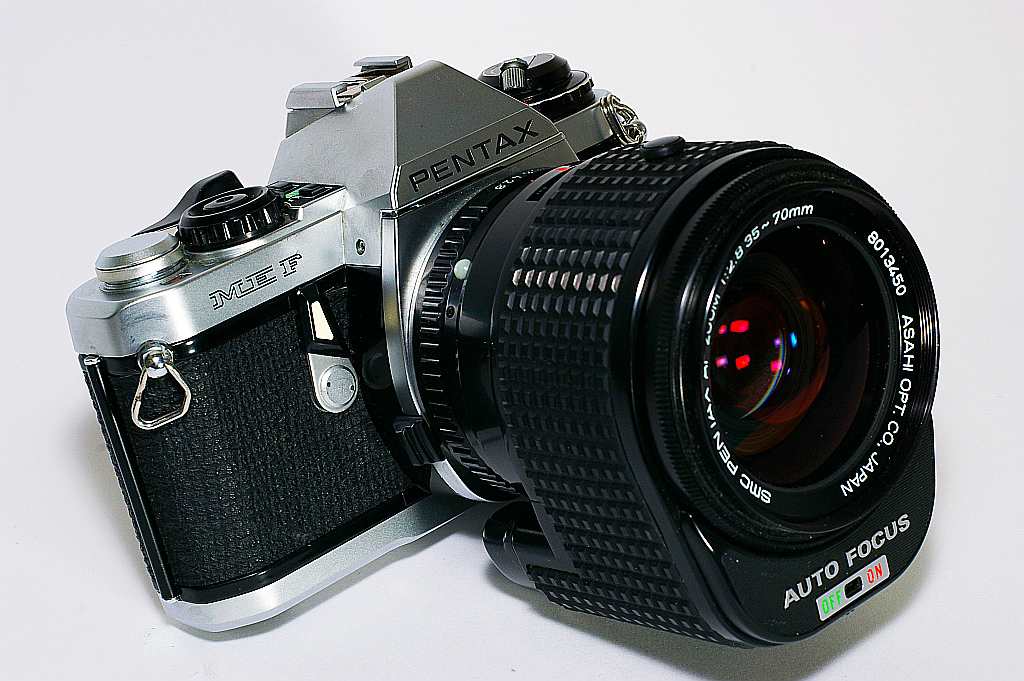
Pentax ME F

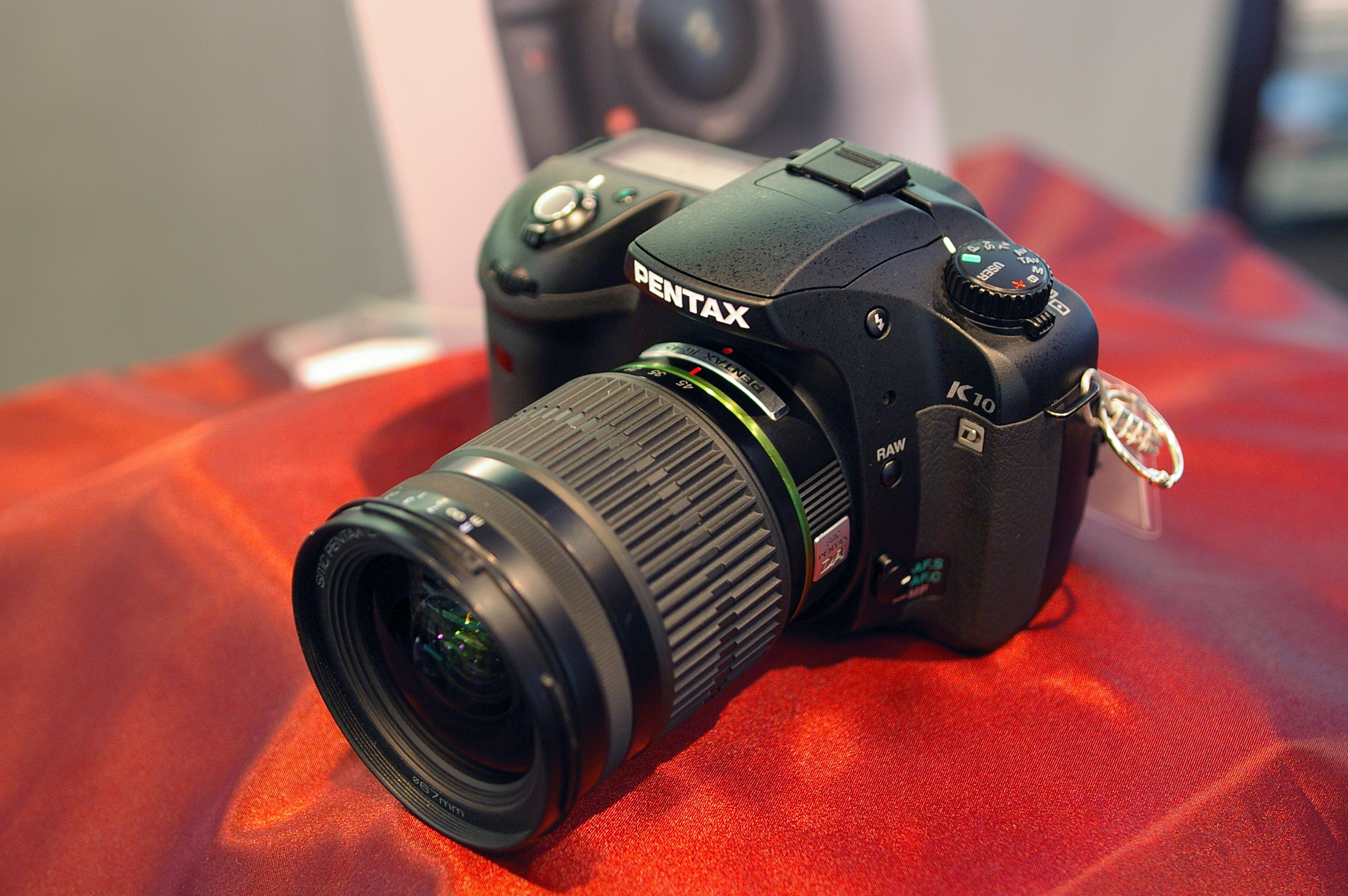
Pentax K10D

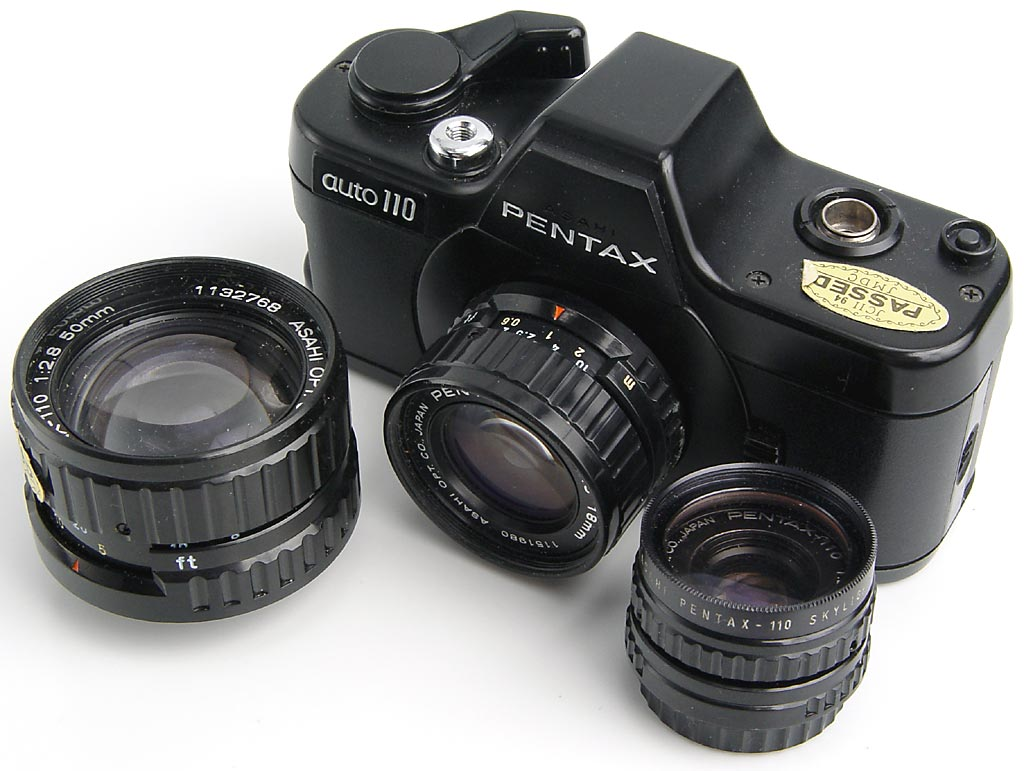
Pentax Auto 110

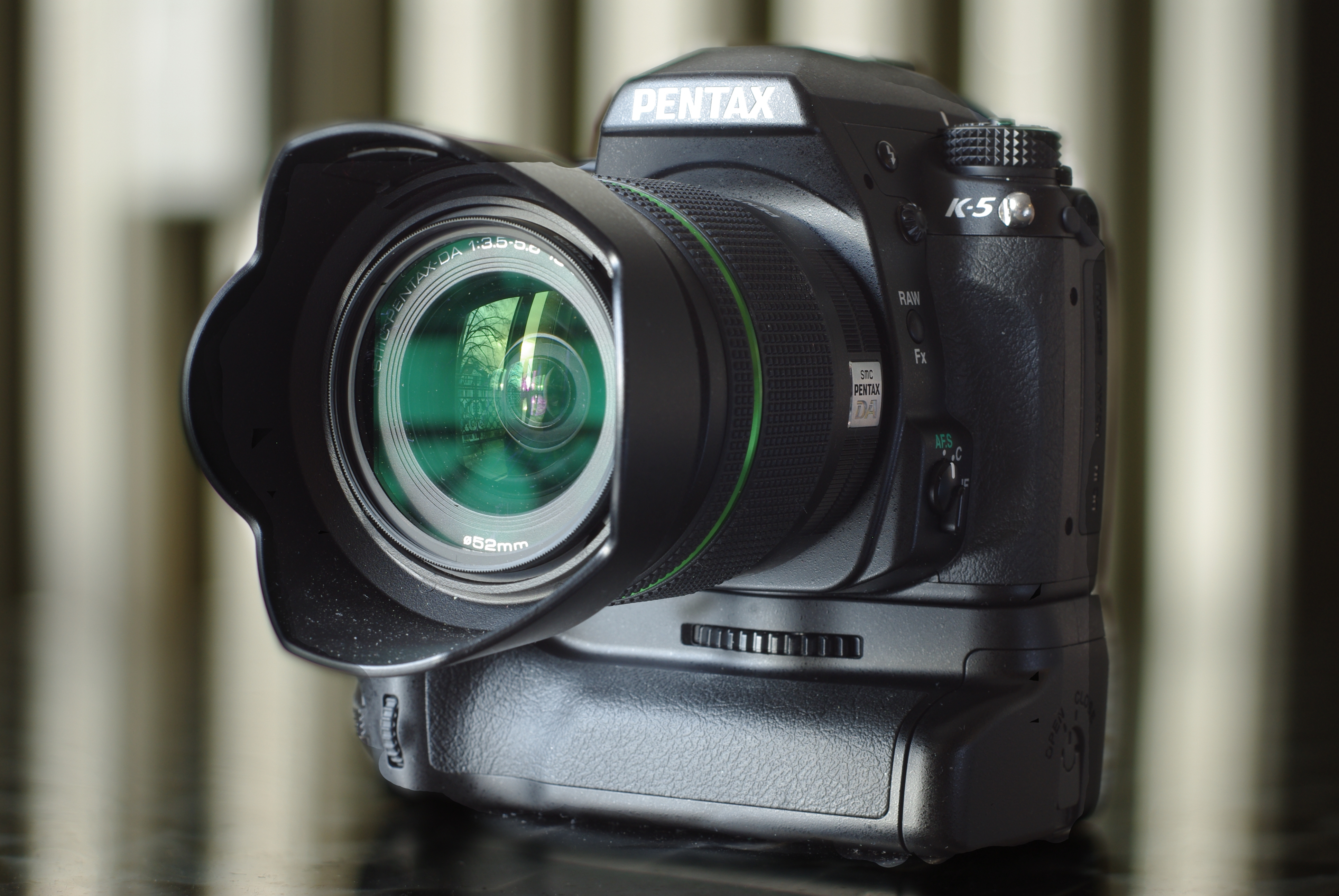
Pentax K-5

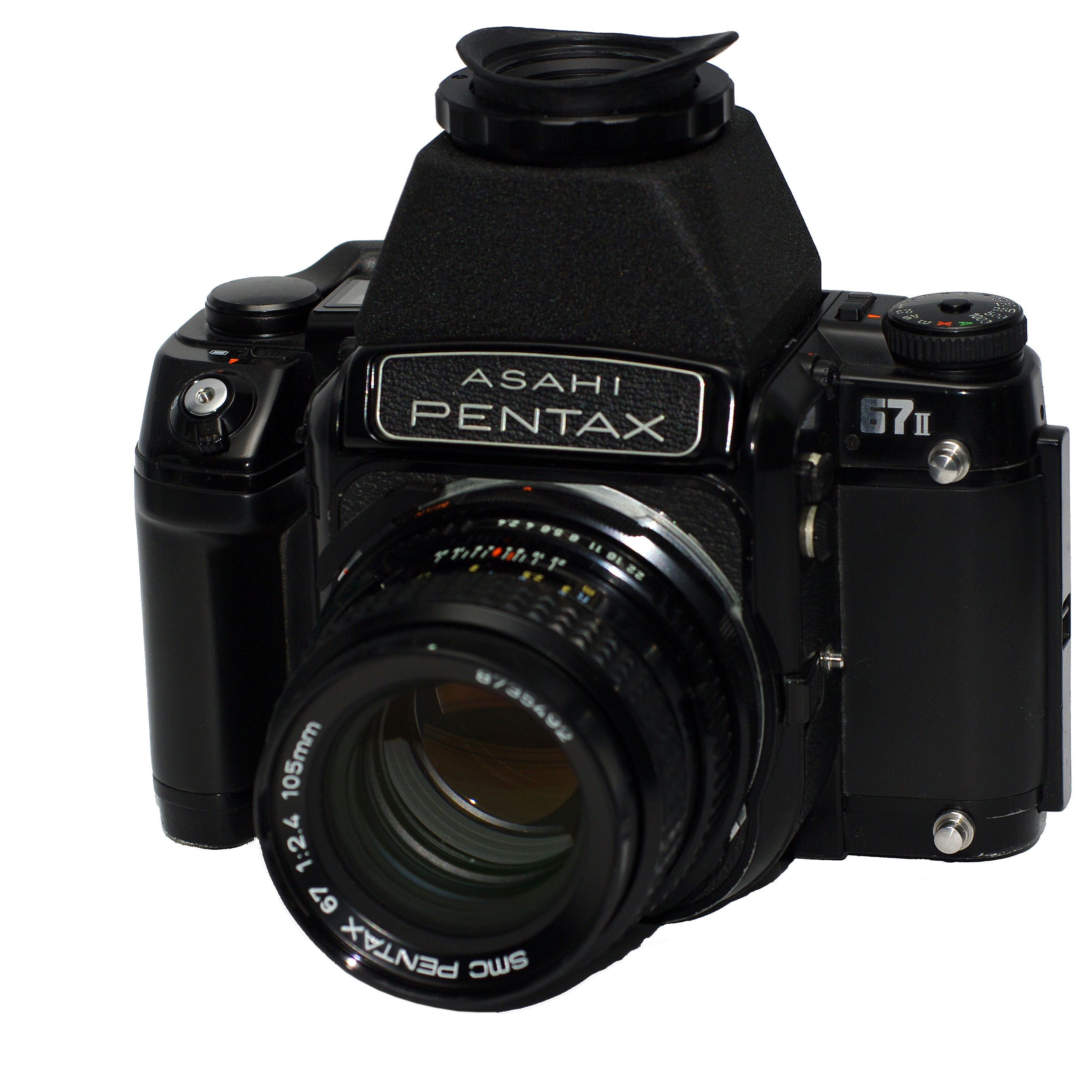
Pentax 67

### Systemkameror SLR
- 1952/1953 Asahiflex I, slutartid 1/25-1/500, såldes endast i Japan
- 1953/1954 Asahiflex IA, såldes endast i Japan
- 1954/1956 Asahiflex IIB, värdens första kamera med snabbreturspegel
- 1957/1958 Asahi Pentax AP, Pentax första kamera med pentaprisma, värdens första kommersiellt framgångsrika SLR (Single Lens Reflex) totalt
- 1958/1959 Asahi Pentax S/K
- 1962/1968 Asahi Pentax Super S2, (såldes endast i Japan)
- 1965/1973 Asahi Pentax Spotmatic, världens första kamera med centrumvägd TTL-mätning (Through The Lens) och öppet objektiv, Spotmatic såldes i dubbelt så många exemplar som de andra tillverkarnas systemkamerorna ihop (SLR), fyra miljoner exemplar
- 1968/1971 Asahi Pentax SL
- 1971/1974 Asahi Pentax Spotmatic 500
- 1971/1973 Asahi Pentax ES
- 1973/1975 Asahi Pentax ES II
- 1975/1980 Pentax K2, första K-bajonetten
- 1976/1978 Pentax K 1000, K 1000 såldes i tre miljoner exemplar, tillverkades 1978–1990.
- 1976?/? Pentax MX data, med datum bakstycke
- 1976?/? Pentax MX Medical, för medicinsk fotografering
- 1978/1985 Pentax Auto 110, (Pentax system 10) den minsta kamera som byggts
- 1980/2000 Pentax LX Väderbeständigt kamerahus, utbytbara pentaprisman och en slutare på 1/75–1/2000 B sek
- 1981/1989 Pentax ME F den första autofokuskameran men med ett speciellt objektiv Lens Electronic Focus Control TTL-EFC, med KF-fattning
- 1984/1988 Pentax program A/program PLUS
- 1987/1989 Pentax SFX/SF1, KAF-fattning, slutare på 1/30–1/2000 s, den första autofokus-SLR-kamera som är inbyggd i kameran och inbyggd blixt
- 1991/1995 Pentax Z-10/PZ-10
- 1994/2000 Pentax Z-1p/PZ-1p, slutare 1/8000 s
- 1995 Världens första "fisheye zoom, SMC Pentax Fish-Eye 17–28
- 1996/2001 Pentax MZ-10 svart, silver-svart

### Digitala systemkameror DSLR
- 2000/2001 Pentax/Hewlett-Packard EI-2000 2,24 MP, Pentax första digitalkamera
- 2000 Pentax MZ-D, (kodnamnet MR-52) (kallades även K-1) prototyp till värdens första fullformats FF digital kamera 6 mp CCD (FF) 24x36 från Philips (modell FTF3020-C) prospektet lades ner 2001
- 2003/2005 Pentax *istD 6,1 MP CCD-sensor
- 2006/2008 Pentax K10D 10,2 MP CCD-sensor
- 2009/2010 Pentax K-7 14,6 MP CMOS-sensor
- 2013/     Pentax K-3 24,35 MP CMOS-sensor utan AA-filter med simulator

### Digitala spegellösa systemkameror
- 2011/2012 Pentax Q 12,4 MP, cmos bakgrundsbelyst sensor på 1/2,3" (6,17 x 4,55mm)
- 2012/2013 Pentax Q10 12,4 MP, cmos bakgrundsbelyst sensor på 1/2,3" (6,17 x 4,55mm)
- 2012/2013 Pentax K-01 16,28, cmos sensor Pentax K-01 har K-fattning så de passar till de objektiven
- 2013/     Pentax Q7 12,4 MP, cmos bakgrundsbelyst sensor på 1/1,7" (7,44 x 5,58mm)
- 2014/     Pentax Q-S1 12,4 MP, cmos bakgrundsbelyst sensor på 1/1,7" (7,44 x 5,58mm)

### Mellanformatskameror MF (D)SLR
- Mellanformat 6x7
- 1969/1976 Asahi Pentax 6x7

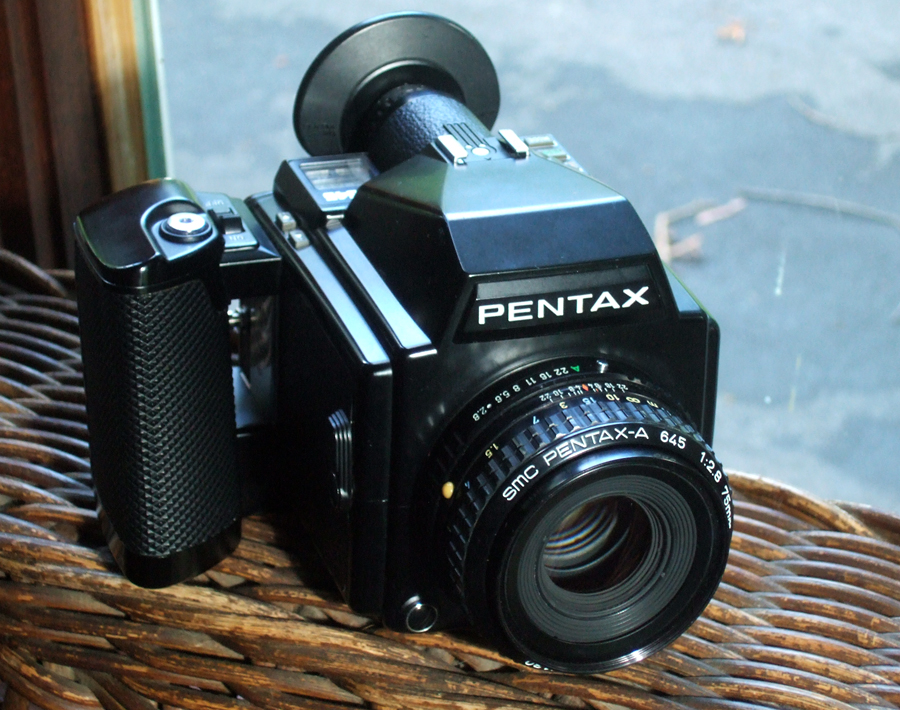
Pentax 645

- 1976/1990 Asahi Pentax, 6x7 (MU) med en spegel-upp-mekanism
- 1990/1999/ Pentax 67
- 1999/2010? Pentax 67II
- Mellanformat 645
- 1984/1997 Pentax 645
- 1997/2001 Pentax 645N, världens första MF med autofokus
- 2001/2010 Pentax 645NII
- digitala mellanformat kameror DMF
- 2010/1914 Pentax 645D (DMF) 40 MP CCD-sensor 44x33mm från Kodak utan AA filter
- 2014/ Pentax 645Z (DMF) 51,4 MP CMOS-sensor 43,8x32,8mm från Sony utan AA filter

### Digitala småbildskameror
- 2013/    Pentax MX-1 12,4 MP bakgrundsbelyst sensor CMOS 1/1,7 (5,6 x 8,4mm) med vikbar LCD-skärm
- Digitala äventyrskameror

### Digitala Bridgekameror
- Långzoom
- 2009 Pentax Optio X70 12,1 mp 24x långzoom
- 2010 Pentax Optio X90 12,1 mp 26x långzoom
- 2012 Pentax X-5 16,3 mp bakbelyst 1/2,33 CMOS-sensor 26x långzoom (22,3-580mm) vinklingsbar 3" LCD-skärm
- 2014 Pentax XG-1 16,7 mp bakbelyst 1/2,33 CMOS-sensor 52x långzoom (24-1248mm) 3" LCD-skärm